# Estació de Vallcarca (Garraf)
Vallcarca és una estació de ferrocarril propietat d'adif, situada enmig de les costes de la comarca del Garraf al terme municipal de Sitges. L'estació de ferrocarril fou construïda per donar servei a la fàbrica de ciment de Vallcarca i fou inaugurada el 1904. L'estació va quedar clausurada en 1994 i es compon de dues vies generals amb andanes laterals i un edifici de viatgers tapiat de dues plantes.
La línia de Vilanova va entrar en servei l'any 1881 quan es va obrir el tram entre les Hortes de Sant Beltran al costat de les Drassanes de Barcelona i Vilanova i la Geltrú. Posteriorment l'any 1887 amb la unificació de la línia amb la línia de Vilafranca, els trens van deixar de passar per la carretera del Morrot, per passar per l'actual traçat per Bellvitge. Al segle xx es van fer obres a la línia per duplicar les vies.